# Elecciones al Parlamento de Canarias de 2023
Las elecciones al Parlamento de Canarias de 2023 tuvieron lugar el domingo 28 de mayo de 2023, inaugurando la XI Legislatura del Parlamento autonómico. Ese día también se celebraron las elecciones municipales, a los Cabildos Insulares y en otras once comunidades autónomas.

## Sistema electoral
Las candidaturas al Parlamento de Canarias se presentan en cada circunscripción mediante el sistema de listas cerradas y bloqueadas, del mismo modo que en todas las elecciones celebradas hasta la fecha en todas las convocatorias del país.

## Contexto
Tras las elecciones canarias de 2019, los partidos políticos de izquierdas PSOE de Canarias, Nueva Canarias, Podemos Canarias y la Agrupación Socialista Gomera firmaron un acuerdo de Gobierno que fue conocido como el Pacto de las flores por el cual el líder socialista Ángel Víctor Torres sería investido presidente de Canarias. La investidura se efectuó el 16 de julio de 2019 suponiendo el fin de 26 años de gobiernos ininterrumpidos presididos por Coalición Canaria. Torres como presidente debió hacer frente a varias crisis como el incendio de Gran Canaria y el cierre de la turoperadora Thomas Cook en 2019, la pandemia de COVID-19 que produjo un "cero turístico" y una brutal caída del 19% del PIB en 2020 o la erupción volcánica de La Palma de 2021. Pese a ello, Torres mantuvo una alta popularidad durante su mandato y la mayoría de encuestas otorgaban una mejoría para el PSOE de Canarias y la reedición del Pacto de las flores. 
Sin embargo, durante los primeros meses de 2023 se produjo un escándalo en el seno del PSOE de Canarias que también tuvo repercusiones a nivel nacional; el Caso Mediador. Este fue un caso de corrupción en el que se estableció una red de corrupción que se encargó de intermediar entre empresarios y políticos para facilitar la adjudicación de contratos públicos y subvenciones a cambio de comisiones ilegales. Las imágenes del diputado majorero Juan Bernardo Fuentes Curbelo conocido como Tito Berni con prostitutas dañaron la imagen del PSOE de Canarias, el escándalo llevó a acusaciones de complicidad del presidente canario por parte los partidos políticos de la oposición Coalición Canaria y Partido Popular , pese a que en la trama no sólo estarían implicados políticos socialistas. A partir de este momento, las encuestas empezarían a revertir la tendencia positiva del presidente canario  y algunas les otorgaba a la derecha la posibilidad de conformar un gobierno alternativo. 
Un hecho igualmente crucial en el desempeño electoral de los partidos del Pacto de las flores fue la conformación de la coalición Drago Verde Canarias del exdiputado de Podemos Alberto Rodríguez. Inicialmente inscrita en Sumar, Drago se presentó como una alternativa ecologista con un discurso fuertemente nacionalista que atrajo a votantes descontentos con el PSOE de Canarias, pero especialmente de podemos lo que acabó dividiendo el voto del electorado de izquierdas y produjo la desaparición de los cuatro diputados de podemos en el parlamento autonómico. De hecho, en Tenerife Drago Verde Canarias obtuvo un 4'41 y podemos un 4'17, produciéndose un "empate técnico" que se tradujo en que ninguno de los dos obtuviera un escaño.

## Sistema electoral
Estas fueron las segundas elecciones donde se eligieron a 70 diputados y también fueron las segundas que se celebraron con la nueva ley electoral aprobada en 2018 a través de la reforma del Estatuto de Autonomía de Canarias (Ley Orgánica 1/2018, de 5 de noviembre, de reforma del Estatuto de Autonomía de Canarias). Hasta 2018, el sistema electoral era conocido como el sistema de "triple paridad" ya que se cumplían con tres reglas: la suma de los diputados de las islas capitalinas debía ser la misma que las no capitalinas; la suma de diputados de la provincia de Santa Cruz de Tenerife debía ser la misma a la de la provincia Las Palmas y la suma de diputados de las dos islas capitalinas (Gran Canaria y Tenerife) debía ser la misma entre sí. Por tanto, hasta 2019, Gran Canaria y Tenerife serían representados por 15 diputados cada uno; Lanzarote y La Palma con 8; Fuerteventura con 7; La Gomera con 4 y El Hierro con 3. Esto provocaba paradojas en la distribución de diputados en el parlamento, ya que La Palma contaba con un escaño más que Fuerteventura pese a tener esta última más población que la isla palmera al menos desde los años 2000. Por otro lado, las islas tenían grandes diferencias en cuanto al ratio de representación de los diputados en las circunscripciones insulares: Tenerife tiene un diputado por cada 62 109 personas mientras que El Hierro tiene uno por cada 3807 habitantes. Esto significa que el coste para obtener un diputado por Tenerife sería 16 veces superior al de un diputado herreño.
Por esta razón se ha procedido a alterar tal sistema y corregir los problemas que este sistema puede presentar en cuanto a la representación de cada isla. Con el añadido de un diputado más por Fuerteventura, se ha roto dos de los tres criterios de la triple paridad, ya que las islas no capitalinas cuentan con un escaño más que las capitalinas y la provincia de Las Palmas tiene uno más que la de Santa Cruz de Tenerife. Por otro lado, se creó una circunscripción autonómica compuesta por nueve diputados elegidos entre todas las islas y así neutralizar las diferencias de representación entre las islas capitalinas y las periféricas. Por último, las barreras electorales insulares han bajado de 30 % de los votos válidos a 15 %, y de un 6 % a nivel autonómico a un 4 %. Por lo tanto, si una formación obtiene como mínimo un 4 % del voto conseguido en la circunscripción autonómica, también podrá optar a un escaño.
Del mismo modo que en 2019, el reparto de escaños por circunscripciones es el siguiente:
| Circunscripción | Circunscripción                       | Esc. | Mapa |
| --------------- | ------------------------------------- | ---- | ---- |
|                 | Gran Canaria y Tenerife               | 15   |      |
|                 | Canarias (circunscripción autonómica) | 9    |      |
|                 | Fuerteventura, La Palma y Lanzarote   | 8    |      |
|                 | La Gomera                             | 4    |      |
|                 | El Hierro                             | 3    |      |

### Cómo se vota
Para votar al Parlamento de Canarias, hubo dos papeletas y dos sobres que deberán ser depositadas en dos urnas distintas. La papeleta y el sobre de color sepia para la circunscripción insular (es decir, para representar a Tenerife, Gran Canaria, Lanzarote, La Palma, Fuerteventura, El Hierro o La Gomera). Por otro lado, la papeleta y el sobre de color amarillo para designar la circunscripción autonómica.
El día de las elecciones coincidió con las elecciones municipales e insulares, habiendo cuatro urnas y cuatro tipos de papeletas para votar. La papeleta y sobre blanco para la elección de los concejales municipales, y la papeleta y sobre verde usados para la elección a los consejeros de los Cabildos Insulares.

## Candidaturas principales
Se presentaron veinte listas para las listas autonómicas, mientras que a nivel insular en Gran Canaria se presentaron 16 listas, en Tenerife 15, en Lanzarote 10, en La Palma y Fuerteventura 9, en El Hierro 8 y en La Gomera 6. A nivel provincial, Santa Cruz de Tenerife presenta 38 listas insulares y Las Palmas 35. Posteriormente hubo tres listas autonómicas que no aparecieron en la publicación definitiva del BOC, por lo que finalmente serían 17 las listas autonómicas que se presentan a estas elecciones .
El Partido Socialista Obrero Español, el Partido Popular y Vox han sido las únicas candidaturas que han presentado listas en todas las islas y en la circunscripción autonómica. A nivel insular, el Partido Nacionalista Canario no se presentó en La Gomera, La Palma y El Hierro; Ciudadanos y la coalición Ahora Canarias-Partido Comunista del Pueblo Canario solo ha presentado listas en las islas capitalinas aparte de la lista autonómica, y Unidas Sí Podemos y Drago Verde Canarias no han presentado listas en La Gomera. Nueva Canarias tampoco ha presentado listas en La Gomera. Por otro lado, en El Hierro ha habido un acuerdo entre Nueva Canarias y Agrupación Herreña Independiente tras la ruptura de este último con Coalición Canaria. Por último, Coalición Canaria no ha presentado una lista en El Hierro ajena a Agrupación Herreña Independiente. Finalmente, se acordó que AHI apoyara en la lista autonómica a Fernando Clavijo a pesar de la ruptura de este partido con Coalición Canaria y de su actual alianza con Nueva Canarias.
| ← Elecciones al Parlamento de Canarias de 2023 → | ← Elecciones al Parlamento de Canarias de 2023 → | ← Elecciones al Parlamento de Canarias de 2023 → | ← Elecciones al Parlamento de Canarias de 2023 → | ← Elecciones al Parlamento de Canarias de 2023 → | ← Elecciones al Parlamento de Canarias de 2023 → | ← Elecciones al Parlamento de Canarias de 2023 → |
| Candidatura                                      | Candidatura                                      | Candidato                                        | Representante lista autonómica                   | Representa a                                     | Escaños 2019                                     | Gobierno 2019                                    |
| ------------------------------------------------ | ------------------------------------------------ | ------------------------------------------------ | ------------------------------------------------ | ------------------------------------------------ | ------------------------------------------------ | ------------------------------------------------ |
|                                                  | Partido Socialista de Canarias (PSC)             | Ángel Víctor Torres                              | Ángel Víctor Torres                              | Canarias                                         | 25                                               | Sí                                               |
|                                                  | Coalición Canaria (CC)                           | Fernando Clavijo                                 | Fernando Clavijo                                 | Canarias                                         | 20                                               | No                                               |
|                                                  | Partido Popular (PP)                             | Manuel Domínguez                                 | Manuel Domínguez                                 | Canarias                                         | 11                                               | No                                               |
|                                                  | Nueva Canarias (NC-BC)                           | Román Rodríguez                                  | Román Rodríguez                                  | Canarias                                         | 5                                                | Sí                                               |
|                                                  | Unidas Sí Podemos (USP)                          | Noemí Santana                                    | Hugo Cejas                                       | Canarias                                         | 4                                                | Sí                                               |
|                                                  | Agrupación Socialista Gomera (ASG)               | Casimiro Curbelo                                 |                                                  | La Gomera                                        | 3                                                | Sí                                               |
|                                                  | Ciudadanos (Cs)                                  | Isabel Bello                                     | Manuel de Prado                                  | Tenerife                                         | 2                                                | No                                               |
|                                                  | Unidos por Gran Canaria (UxGC)                   | Lucas Bravo de Laguna                            | Ana Sharife                                      | Gran Canaria                                     | Con CC                                           | No                                               |
|                                                  | A. Herreña Independiente (AHI)                   | Raúl Acosta                                      |                                                  | El Hierro                                        | Con CC                                           | No                                               |
|                                                  | Partido Nacionalista Canario (PNC)               | José Mª Hernández                                | José Mª Hernández                                | Canarias                                         | Con CC                                           | No                                               |
|                                                  | Vox                                              | Nicasio Galván                                   | Marta Gómez                                      | Gran Canaria                                     | -                                                | -                                                |
|                                                  | Drago Verdes Canarias (DVC)                      | Alberto Rodríguez                                | Alberto Rodríguez                                | Canarias                                         | -                                                | -                                                |
|                                                  | Ahora Canarias - PCPC                            | José Manuel Rivero                               | José Manuel Rivero                               | Canarias                                         | -                                                | -                                                |

La mayoría de los líderes de las principales candidaturas (Partido Socialista Obrero Español, Coalición Canaria, Partido Popular, Nueva Canarias, Drago Verde Canarias, Partido Nacionalista Canario y Ahora Canarias - PCPC) representarán a la lista autonómica, mientras que los candidatos de Vox y Unidas Sí Podemos representarán a Gran Canaria. La candidata de Ciudadanos representará a Tenerife.

### Representantes por principales candidaturas interinsulares
| Cir.    |                     | CC                  | PP                    | Nca                    | USP               |                 |                        | DVC                | PNC                      | AC-PCPC            |
| Cir.    | Dip.                | Dip.                | Dip.                  | Dip.                   | Dip.              | Dip.            | Dip.                   | Dip.               | Dip.                     | Dip.               |
| ------- | ------------------- | ------------------- | --------------------- | ---------------------- | ----------------- | --------------- | ---------------------- | ------------------ | ------------------------ | ------------------ |
| CN      | Ángel Víctor Torres | Fernando Clavijo    | Manuel Domínguez      | Román Rodríguez        | Hugo Cejas        | Manuel de Prado | Marta Gómez            | Alberto Rodríguez  | José Mª Hernández        | José Manuel Rivero |
| EH      | Lucía Fuentes       |                     | Juan Manuel García    |                        | Tinixara Padrón   |                 | Yoshelín Carballo      |                    |                          |                    |
| FT      | Manuel Hernández    | Mario Cabrera       | Fernando Enseñat      | Natalia Esther Santana | Lilian Concepción |                 | Miguel Felipe Rastrero | Aceysele Chacón    |                          |                    |
| GC      | Sebastián Franquis  | Pablo Rodríguez     | Poli Suárez           | Carmen Hernández       | Noemí Santana     | Iván Ojeda      | Nicasio Galván         | Pedro Pablo Medina | Roberto Reyes            | Vicente Quintana   |
| LG      | Manuel R. Plasencia | José Ramón Mora     | Elena García          |                        |                   |                 | Naím Valerio Yánez     |                    |                          |                    |
| LZ      | Mª Dolores Corujo   | Migdalia Mª Machín  | Astrid Pérez          | Yone Xarach Caraballo  | Nona Perera       |                 | José Luis Cubillo      | Rafael Jiménez     | Francisco Martín         |                    |
| LP      | Alicia Vanoostende  | Nieves Lady Barreto | Raquel Noemí Díaz     | Concepción San Blas    | Mª Rosa Martínez  |                 | Montserrat González    | Sara Hernández     |                          |                    |
| TF      | Nira Fierro         | Ana Oramas          | Rebeca Sarai Paniagua | José Daniel Díaz       | Laura Fuentes     | Isabel Bello    | Paula Jover            | Carmen Peña        | Higinio Rafael Hernández | Axerax Trujillo    |
| Fuente: |                     |                     |                       |                        |                   |                 |                        |                    |                          |                    |

### Representantes por candidaturas insulares
En estas elecciones se ha presentado un amplio número de formaciones insulares que han tenido presencia en las cámaras insulares o que tienen probabilidades de obtener representación en el Parlamento. De estas, se destacan Agrupación Herreña Independiente o Unidos por Gran Canaria como partidos que han estado coaligados a Coalición Canaria y que en estas elecciones se presentan en solitario. También se destaca Agrupación Socialista Gomera, antigua escisión del Partido Socialista de Canarias y que gobierna en La Gomera, además de formar parte del gobierno de la X Legislatura canaria. Por otra parte, en estas elecciones se presentaron dos partidos que solo tenían representación en sus respectivos cabildos insulares: Asambleas Municipales de Fuerteventura, partido que gobernó Fuerteventura entre 2021 y 2023; y Asamblea Herreña, escisión de Agrupación Herreña Independiente y que gobernó junto al PSOE en El Hierro entre 2019 y 2023.
Entre Asamblea Herreña y Agrupación Socialista Gomera hay un acuerdo para formar grupo parlamentario propio tras las elecciones. De todas las formaciones insulares con probabilidades de obtener representación, solo Unidos por Gran Canaria y Asambleas Municipales de Fuerteventura han presentado listas en la circunscripción autonómica.
| Cand.    |             | AH            | AMF               |                       |                  | IxLG            |
| -------- | ----------- | ------------- | ----------------- | --------------------- | ---------------- | --------------- |
| Isla.    | El Hierro   | El Hierro     | Fuerteventura     | Gran Canaria          | La Gomera        | La Gomera       |
| Líder    | Raúl Acosta | David Cabrera | Manuel Travieso   | Lucas Bravo de Laguna | Casimiro Curbelo | Aarón Rodríguez |
| Líder CN |             |               | Águeda Montelongo | Ana Sharife           |                  |                 |
| Fuente:  |             |               |                   |                       |                  |                 |

## Resultados por candidaturas
Estos resultados incluyen ambos las circunscripciones insulares y la autonómica.
| 19 | 15 | 1   | 3   | 4   | 5     | 23   |
| CC | PP | AHI | ASG | VOX | NC-BC | PSOE |

| ← Elecciones al Parlamento de Canarias de 2023→ | ← Elecciones al Parlamento de Canarias de 2023→ | ← Elecciones al Parlamento de Canarias de 2023→ | ← Elecciones al Parlamento de Canarias de 2023→ | ← Elecciones al Parlamento de Canarias de 2023→ | ← Elecciones al Parlamento de Canarias de 2023→ | ← Elecciones al Parlamento de Canarias de 2023→ | ← Elecciones al Parlamento de Canarias de 2023→ | ← Elecciones al Parlamento de Canarias de 2023→ | ← Elecciones al Parlamento de Canarias de 2023→ | ← Elecciones al Parlamento de Canarias de 2023→ |
| Candidatura | Candidatura                                     | Candidato                                       | Circunscripciones insulares                     | Circunscripciones insulares                     | Circunscripciones insulares                     | Circunscripción autonómica                      | Circunscripción autonómica                      | Circunscripción autonómica                      | Escaños                                         | Escaños                                         |
| Candidatura | Candidatura                                     | Candidato                                       | Votos                                           | %                                               | % +/-                                           | Votos                                           | %                                               | % +/-                                           | Total                                           | +/-                                             |
| --- | ----------------------------------------------- | ----------------------------------------------- | ----------------------------------------------- | ----------------------------------------------- | ----------------------------------------------- | ----------------------------------------------- | ----------------------------------------------- | ----------------------------------------------- | ----------------------------------------------- | ----------------------------------------------- |
| | Partido Socialista Obrero Español (PSOE)        | Ángel Víctor Torres1                            | 247.811                                         | 27,17                                           | 1,7                                             | 295.969                                         | 32,43                                           | 2,9                                             | 23                                              | 2                                               |
| | Coalición Canaria (CC)                          | Fernando Clavijo1                               | 201.401                                         | 22,08                                           | 0,1                                             | 175.198                                         | 19,20                                           | 4,3                                             | 19                                              | 2                                               |
| | Partido Popular (PP)                            | Manuel Domínguez1                               | 176.308                                         | 19,33                                           | 4,2                                             | 183.761                                         | 20,13                                           | 5,7                                             | 15                                              | 4                                               |
| | Nueva Canarias-Bloque Canarista (NC-BC)         | Román Rodríguez2                                | 72.372                                          | 7,93                                            | 0,1                                             | 65.028                                          | 7,13                                            | 2,1                                             | 5                                               | 0                                               |
| | Vox                                             | Nicasio Galván                                  | 71.738                                          | 7,86                                            | 5,4                                             | 71.887                                          | 7,88                                            | 5,4                                             | 4                                               | 4                                               |
| | Unidas Sí Podemos (USP)                         | Noemí Santana                                   | 35.777                                          | 3,92                                            | 5,8                                             | 29.556                                          | 3,24                                            | 6,3                                             | -                                               | 4                                               |
| | Drago Verdes Canarias (DVC)                     | Alberto Rodríguez1                              | 28.899                                          | 3,17                                            | -                                               | 30.392                                          | 3,33                                            | -                                               | -                                               | -                                               |
| | Unidos por Gran Canaria (UxGC)                  | L. Bravo de Laguna                              | 17.153                                          | 1,88                                            | -                                               | 13.760                                          | 1,51                                            | -                                               | -                                               | 1                                               |
| | P. Animalista Con el Medio Ambiente (PACMA)     | Cristo Gil1                                     | 11.190                                          | 1,23                                            | 0,1                                             | 11.803                                          | 1,29                                            | 0,1                                             | -                                               | -                                               |
| | Agrupación Socialista Gomera (ASG)              | Casimiro Curbelo                                | 6.765                                           | 0,74                                            | 0,1                                             | -                                               | -                                               | -                                               | 3                                               | 0                                               |
| | Hablemos Ahora - Ahora Tú (AT)                  | Ignacio P. Mendoza                              | 4.030                                           | 0,44                                            | -                                               | 3.846                                           | 0,43                                            | -                                               | -                                               | -                                               |
| | Ciudadanos-Partido de la Ciudadanía (CS)        | Isabel Bello                                    | 3.510                                           | 0,38                                            | 7,0                                             | 3.548                                           | 0,39                                            | 6,6                                             | -                                               | 2                                               |
| | Asambleas Municipales de Fuerteventura (AMF)    | Águeda Montelongo1                              | 2.840                                           | 0,31                                            | -                                               | 3.108                                           | 0,34                                            | -                                               | -                                               | -                                               |
| | Partido Nacionalista Canario (PNC)              | José Mª Hernández1                              | 2.395                                           | 0,26                                            | -                                               | 2.417                                           | 0,26                                            | -                                               | -                                               | 1                                               |
| | Reunir Canarias Sostenible                      | Emma Colao                                      | 2.312                                           | 0,25                                            | -                                               | 1.998                                           | 0,22                                            | -                                               | -                                               | -                                               |
| | A. Canarias - P. Comunista del Pueblo Canario   | José Manuel Rivero1                             | 2.106                                           | 0,23                                            | 0,2                                             | 2.156                                           | 0,23                                            | 0,3                                             | -                                               | -                                               |
| | Tercera Edad en Acción (3a)                     |                                                 | 1.898                                           | 0,21                                            | 0,1                                             | -                                               | -                                               | -                                               | -                                               | -                                               |
| | Agrupación Herreña Independiente (AHI)          | Raúl Acosta                                     | 1.660                                           | 0,18                                            | -                                               | -                                               | -                                               | -                                               | 1                                               | 0                                               |
| | Más Canarias (+C)                               | Marta Hernández1                                | 1.476                                           | 0,16                                            | -                                               | 2.354                                           | 0,26                                            | -                                               | -                                               | -                                               |
| | Iniciativa por La Gomera (IxLG)                 | Aarón Rodríguez                                 | 1.312                                           | 0,14                                            | -                                               | -                                               | -                                               | -                                               | -                                               | -                                               |
| | País con Gestores                               | Luis Adrián Herrera1                            | -                                               | -                                               | -                                               | 1.210                                           | 0,13                                            | -                                               | -                                               | -                                               |
| | Asamblea Herreña                                | David Cabrera                                   | 1089                                            | 0,12                                            | -                                               | -                                               | -                                               | -                                               | -                                               | -                                               |
| | Movimiento Alternativo Electoral (MAE)          | José R. González                                | 778                                             | 0,08                                            | -                                               | -                                               | -                                               | -                                               | -                                               | -                                               |
| | Contigo Somos Democracia (CONTIGO)              |                                                 | 732                                             | 0,08                                            | 0,1                                             | -                                               | -                                               | -                                               | -                                               | -                                               |
| | Unión Democrática de Canarias (UDC)             |                                                 | 718                                             | 0,08                                            |                                                 | -                                               | -                                               | -                                               | -                                               | -                                               |
| Votos a candidatura | Votos a candidatura                             | Votos a candidatura                             | 896.270                                         | 98,25                                           | 98,25                                           | 897.991                                         | 98,39                                           | 98,39                                           |                                                 |                                                 |
| Votos en blanco | Votos en blanco                                 | Votos en blanco                                 | 15.947                                          | 1,75                                            | 1,75                                            | 14.654                                          | 1,61                                            | 1,61                                            |                                                 |                                                 |
| Votos Válidos | Votos Válidos                                   | Votos Válidos                                   | 912.217                                         | 98,10                                           | 98,10                                           | 912.645                                         | 98,28                                           | 98,28                                           |                                                 |                                                 |
| Votos nulos | Votos nulos                                     | Votos nulos                                     | 17.694                                          | 1,90                                            | 1,90                                            | 15.940                                          | 1,72                                            | 1,72                                            |                                                 |                                                 |
| Total | Total                                           | Total                                           | 929.911                                         | 100,00                                          | 100,00                                          | 928.585                                         | 100,00                                          | 100,00                                          |                                                 |                                                 |
| 1: Candidatos que se presentaron por la lista autonómica. 2: Román Rodríguez se presentó como candidato autonómico, pero su lista no obtuvo escaño. |                                                 |                                                 |                                                 |                                                 |                                                 |                                                 |                                                 |                                                 |                                                 |                                                 |

## Formación de gobierno
Por bloques, el resultado de la elección daba 31 escaños para el centroizquierda (entre los partidos que formaban el "Pacto de las Flores") y 39 escaños para los partidos del centro a la derecha incluyendo formaciones como Vox, que se introduce por primera vez en el Parlamento de Canarias. El "Pacto de las Flores" era imposible de reeditar tras un mal resultado para Unidas Sí Podemos, que perdió todos los escaños que tenían en el parlamento, además de una ligera bajada del Partido Socialista Obrero Español.
Durante los días posteriores a las elecciones, se sondeó la idea de que hubiese un gobierno pactado entre Coalición Canaria y el Partido Popular. Antes de la elección, Agrupación Herreña Independiente había propuesto apoyar la candidatura de Fernando Clavijo para favorecer un gobierno con Coalición Canaria. Hubo dudas también sobre si el bloque de centroderecha hubiera necesitado a Vox para conseguir formar un gobierno alternativo al bloque de centroizquierda liderado por el PSOE, o bien con una abstención o con la participación formal en tal gobierno. No obstante, el centroderecha pudo configurar una alternativa al PSOE sin contar con la formación extremista. CC había establecido una "línea roja" contra tal formación.
Durante las dos semanas siguientes a la elección se aceleraron las conversaciones entre los dos partidos de centroderecha para formar gobierno, con el eventual apoyo de AHI y Agrupación Socialista Gomera. Durante la noche electoral parecía que el PP conseguiría 16 escaños, por la cual CC, PP y AHI podrían haber formado gobierno sin necesitar a ASG. Sin embargo, el PP se mantuvo en 15 escaños tras el 28M, impidiendo así una mayoría absoluta sin ASG y a la espera de conseguir recuperar su decimosexto diputado a costa de Nueva Canarias en Lanzarote. Tras el recuento, el PP no consiguió tal diputado por Lanzarote por lo que incluir a ASG era necesario para mantener la estabilidad del nuevo gobierno durante toda la siguiente legislatura.
Aun así, el pacto entre PP y CC se cerró a la segunda semana, incluyendo a AHI en el gobierno. Por otra parte, ASG no participará en el ejecutivo, aunque tendrá el control de direcciones generales y de empresas públicas canarias. De cumplirse lo pactado, Coalición Canaria recuperaría el poder tras cuatro años en la oposición, siendo la anterior legislatura la única en treinta años en la que la formación nacionalista no estuvo en el gobierno. El Partido Popular volverá a estar presente en un gobierno tras 13 años en la oposición. Fernando Clavijo se convertiría en el segundo Presidente del Gobierno de Canarias en serlo por segunda vez de forma no consecutiva tras Jerónimo Saavedra.
Elección e investidura del presidente
Tal y como se ha pactado, la investidura se realizó con los siguientes votos:
| Candidato             | Fecha                                                   | Voto |    |    |    |   |   |   |   | Total |
| Fernando Clavijo (CC) | 12 de julio de 2023 Mayoría requerida: Absoluta (36/70) | Sí   |    | 19 | 15 |   |   | 3 | 1 | 38/70 |
| Fernando Clavijo (CC) | 12 de julio de 2023 Mayoría requerida: Absoluta (36/70) | No   | 23 |    |    | 5 | 4 |   |   | 32/70 |
| Fernando Clavijo (CC) | 12 de julio de 2023 Mayoría requerida: Absoluta (36/70) | Abs. |    |    |    |   |   |   |   | 0/70  |
| Fernando Clavijo (CC) | 12 de julio de 2023 Mayoría requerida: Absoluta (36/70) | Aus. |    |    |    |   |   |   |   | 0/70  |